# Spreča
Spreča är ett vattendrag i Bosnien och Hercegovina. Det ligger i den centrala delen av landet, 100 km norr om huvudstaden Sarajevo.
I omgivningarna runt Spreča växer i huvudsak blandskog. Runt Spreča är det ganska tätbefolkat, med 67 invånare per kvadratkilometer.